# John Jenkins (Basketballspieler)
John Logan Jenkins III (* 6. März 1991 in Gallatin, Tennessee) ist ein US-amerikanischer Basketballspieler, der bei einer Körpergröße von 1,93 m auf der Positions des Shooting Guard spielt. Zurzeit steht er bei den New York Knicks in der NBA unter Vertrag.

## Karriere
Seine College-Karriere bestritt er für die Mannschaft der Vanderbilt University, die Commodores, von 2009 bis 2012. In seiner Junior-Saison dort war er Topscorer der Southeastern Conference. Bei der NBA-Draft 2012 wurde er an 23. Stelle von den Atlanta Hawks ausgewählt und stand dort bis 2015 unter Vertrag. Im Sommer 2015 wechselte er zu den Dallas Mavericks, 2016 zu den Phoenix Suns. Zurzeit ist er Free Agent.